# Киргистан на Светском првенству у атлетици у дворани
Киргистан је као самостална земља дебитовао на 4. Светском првенству у атлетици у дворани 1993. одржаном у Торонту од 12. до 14. марта и од тада су стални учесници на светским првенствима у дворани. До овог првенства, атлетичари Киргистана су учествовали на неким од ранијих такмичења у саставу репрезентације СССР.
Закључно са 17. Светским првенством 2018. у Бирмингему, атлетичари Киргистана су учествовали на 14.
На светским првенствима у дворани Киргистан није освајао медаље, тако да се после Светског првенства 2018. налази у групи земаља иза 84. места земаља учесница.
| Место | СП у дворани |   |   |   |   |
| =<84  | Киргистан    | 0 | 0 | 0 | 0 |

## Освајачи медаља на светским првенствима у дворани
Нису освајане медаље.

## Учешће и освојене медаље Киргистана на светским првенствима у дворани
| Учешће и освојене медаље Киргистана на СП | Учешће и освојене медаље Киргистана на СП | Учешће и освојене медаље Киргистана на СП | Учешће и освојене медаље Киргистана на СП | Учешће и освојене медаље Киргистана на СП | Учешће и освојене медаље Киргистана на СП | Учешће и освојене медаље Киргистана на СП | Учешће и освојене медаље Киргистана на СП | Учешће и освојене медаље Киргистана на СП | Учешће и освојене медаље Киргистана на СП | Учешће и освојене медаље Киргистана на СП | Учешће и освојене медаље Киргистана на СП | Учешће и освојене медаље Киргистана на СП | Учешће и освојене медаље Киргистана на СП | Учешће и освојене медаље Киргистана на СП | Учешће и освојене медаље Киргистана на СП | Учешће и освојене медаље Киргистана на СП | Учешће и освојене медаље Киргистана на СП |
| СП                                        | Учесника                                  | Муш.                                      | Жене                                      | дисц.                                     |                                           |                                           |                                           |                                           | Пласман                                   | 4.М                                       | 5.М                                       | 6.М                                       | 7.М                                       | 8.М                                       | УК фин.                                   | Пл. ТУ                                    | Детаљи                                    |
| ----------------------------------------- | ----------------------------------------- | ----------------------------------------- | ----------------------------------------- | ----------------------------------------- | ----------------------------------------- | ----------------------------------------- | ----------------------------------------- | ----------------------------------------- | ----------------------------------------- | ----------------------------------------- | ----------------------------------------- | ----------------------------------------- | ----------------------------------------- | ----------------------------------------- | ----------------------------------------- | ----------------------------------------- | ----------------------------------------- |
| 1987 — 1991.                              | Учествовао као део репрезентације СССР    | Учествовао као део репрезентације СССР    | Учествовао као део репрезентације СССР    | Учествовао као део репрезентације СССР    | Учествовао као део репрезентације СССР    | Учествовао као део репрезентације СССР    | Учествовао као део репрезентације СССР    | Учествовао као део репрезентације СССР    | Учествовао као део репрезентације СССР    | Учествовао као део репрезентације СССР    | Учествовао као део репрезентације СССР    | Учествовао као део репрезентације СССР    | Учествовао као део репрезентације СССР    | Учествовао као део репрезентације СССР    | Учествовао као део репрезентације СССР    | Учествовао као део репрезентације СССР    | Учествовао као део репрезентације СССР    |
| 1993. Торонто                             | 1                                         | 0                                         | 1                                         | 1                                         | 0                                         | 0                                         | 0                                         | 0                                         | -                                         | 0                                         | 0                                         | 0                                         | 0                                         | 0                                         | 0                                         | 0                                         | [ 1 ]                                     |
| 1995. Барселона                           | 1                                         | 1                                         | 0                                         | 1                                         | 0                                         | 0                                         | 0                                         | 0                                         | -                                         | 0                                         | 0                                         | 0                                         | 0                                         | 0                                         | 0                                         | 0                                         | [ 2 ]                                     |
| 1997. Париз                               | 2                                         | 1                                         | 1                                         | 2                                         | 0                                         | 0                                         | 0                                         | 0                                         | -                                         | 0                                         | 0                                         | 0                                         | 0                                         | 0                                         | 0                                         | 0                                         | [ 3 ]                                     |
| 1999. Меабаши                             | 1                                         | 0                                         | 1                                         | 1                                         | 0                                         | 0                                         | 0                                         | 0                                         | -                                         | 0                                         | 0                                         | 0                                         | 0                                         | 0                                         | 0                                         | 0                                         | [ 4 ]                                     |
| 2001. Лисабон                             | 1                                         | 0                                         | 1                                         | 1                                         | 0                                         | 0                                         | 0                                         | 0                                         | -                                         | 0                                         | 0                                         | 0                                         | 0                                         | 0                                         | 0                                         | 0                                         | [ 5 ]                                     |
| 2003. Бирмингем                           | 1                                         | 0                                         | 1                                         | 1                                         | 0                                         | 0                                         | 0                                         | 0                                         | -                                         | 0                                         | 0                                         | 0                                         | 0                                         | 0                                         | 0                                         | 0                                         | [ 6 ]                                     |
| 2004. Будимпешта                          | 1                                         | 0                                         | 1                                         | 1                                         | 0                                         | 0                                         | 0                                         | 0                                         | -                                         | 0                                         | 0                                         | 0                                         | 0                                         | 0                                         | 0                                         | 0                                         | [ 7 ]                                     |
| 2006. Москва                              | 2                                         | 1                                         | 1                                         | 2                                         | 0                                         | 0                                         | 0                                         | 0                                         | -                                         | 0                                         | 0                                         | 0                                         | 0                                         | 0                                         | 0                                         | 0                                         | [ 8 ]                                     |
| 2008. Валенсија                           | 2                                         | 1                                         | 1                                         | 2                                         | 0                                         | 0                                         | 0                                         | 0                                         | -                                         | 0                                         | 0                                         | 0                                         | 0                                         | 0                                         | 0                                         | 0                                         | [ 9 ]                                     |
| 2010. Доха                                | 1                                         | 0                                         | 1                                         | 1                                         | 0                                         | 0                                         | 0                                         | 0                                         | -                                         | 0                                         | 0                                         | 0                                         | 0                                         | 0                                         | 0                                         | 0                                         | [ 10 ]                                    |
| 2012. Истанбул                            | 2                                         | 1                                         | 1                                         | 2                                         | 0                                         | 0                                         | 0                                         | 0                                         | -                                         | 0                                         | 0                                         | 0                                         | 0                                         | 0                                         | 0                                         | 0                                         | [ 11 ]                                    |
| 2014. Сопот                               | 1                                         | 1                                         | 0                                         | 1                                         | 0                                         | 0                                         | 0                                         | 0                                         | -                                         | 0                                         | 0                                         | 0                                         | 0                                         | 0                                         | 0                                         | 0                                         | [ 12 ]                                    |
| 2016. Портланд                            | 1                                         | 1                                         | 0                                         | 1                                         | 0                                         | 0                                         | 0                                         | 0                                         | -                                         | 0                                         | 0                                         | 0                                         | 0                                         | 0                                         | 0                                         | 0                                         | [ 13 ]                                    |
| 2018. Бирмингем                           | 1                                         | 1                                         | 0                                         | 1                                         | 0                                         | 0                                         | 0                                         | 0                                         | -                                         | 0                                         | 0                                         | 0                                         | 0                                         | 0                                         | 0                                         | 0                                         | [ 14 ]                                    |
| Укупно 14 (17)                            | 18                                        | 8                                         | 10                                        |                                           | 0                                         | 0                                         | 0                                         | 0                                         | -                                         | 0                                         | 0                                         | 0                                         | 0                                         | 0                                         | 0                                         | 0                                         |                                           |

## Преглед учешћа спортиста Киргистана и освојених медаља по дисциплинама на СП у дворани
Стање после СП 2018.
| Дисциплина   | Период | Период   | Укупно | Мушки | Жене |   |   |   |   |
| Дисциплина   | Прво   | Последње | Укупно | Мушки | Жене |   |   |   |   |
| ------------ | ------ | -------- | ------ | ----- | ---- | - | - | - | - |
| 60 м         | 1997   | 2012     | 3      | 1     | 2    | 0 | 0 | 0 | 0 |
| 800 м        | 1997   | 2014     | 2      | 2     | 0    | 0 | 0 | 0 | 0 |
| 1.500 м      | 1997   | 2018     | 2      | 1     | 1    | 0 | 0 | 0 | 0 |
| 3.000 м      | 2010   | 2016     | 2      | 1     | 1    | 0 | 0 | 0 | 0 |
| 60 м препоне | 1995   | 1995     | 1      | 1     | 0    | 0 | 0 | 0 | 0 |
| Скок увис    | 2003   | 2008     | 1      | 0     | 1    | 0 | 0 | 0 | 0 |
| Укупно (6)   |        |          | 11     | 6     | 5    | 0 | 0 | 0 | 0 |

Разлика у горње две табеле за 7 учесника (2 мушкараца и 5 жена) настала је у овој табели јер је сваки такмичар без обзира колико је пута учествовао на првенствима и у колико разних дисциплина на истом првенству, рачунат само једном.

## Национални рекорди постигнути на светским првенствима у дворани
| СПд   | Дисцилина       | Нови рекорд | Атлетича/ка        | Датум, Место           | Стари рекорд | Атлетича/ка | Датум, Место |
| ----- | --------------- | ----------- | ------------------ | ---------------------- | ------------ | ----------- | ------------ |
| 1995. | 60 м препоне, м | 8,10        | Јевгениј Шорохов   | 11. 3. 1995. Барселона |              |             |              |
| 1999. | 60 м, ж         | 7,64        | Јелена Бобровска   | 7. 3. 1999. Маебаши    |              |             |              |
| 2006. | 1.500 м, м      | 3:50,86     | Сергеј Пакура      | 10. 3. 2006. Москва    |              |             |              |
| 2010. | 3.000 м, ж      | 9:30,76     | Викторија Пољудина | 12. 3. 2010. Доха      |              |             |              |

## Занимљивости
- Најмлађи учесник: Ана Буланова 17 год и 303 дана
- Најстарији учесник: Јелена Бобровска  28 год и 329 дана
- Највише учешћа: Јелена Бобровска 4 пута (1997—2001, 2004)
- Најбоље пласирани атлетичар: Тенирберди Сујунбајев 17. место (2014)
- Најбоље пласирана атлетичарка: Татјана Јефименко 12. место (2003)
- Прва медаља: није освојена медаља
- Прва златна медаља: –
- Највише медаља: –
- Најбољи пласман Киргистана:  —